# 101-й кілометр (фільм)
«101-й кілометр» (рос. «101-й километр») — російський художній фільм 2001 року режисера Леоніда Марягіна.

## Сюжет
Дія фільму розгортається в 50-і роки в містечку, розташованому на 101-му кілометрі від Москви, куди в радянські часи висилали зі столиці неблагонадійних — політичних і кримінальних. Герой картини Льонька потрапляє в компанію кримінальників. Місцевий ватажок Костя Коновалов пропонує йому брати участь в пограбуваннях. З іншого боку, люди з міліції і держбезпеки схиляють Льоньку до написання доносів...

## У ролях
- Петро Федоров
- Олег Жуков
- Євген Косирев
- Єгор Барінов
- Галина Золотарьова
- Олександра Назарова
- Валерій Трошин
- Сергій Юшкевич
- Ольга Литвинова
- Сергій Каплунов
- Денис Кравцов
- Микола Глинський
- Оксана Тімановскій
- Максим Синицин
- Іван Кокорін
- Ольга Прохватило

## Творча група
- Сценарій: Леонід Марягін
- Режисер: Леонід Марягін
- Оператор: Юрій Невський
- Композитор: